# EuroLeague 2021/22
Die Saison 2021/22 ist die 22. Spielzeit der EuroLeague (offiziell Turkish Airlines EuroLeague) unter Leitung der ULEB und die insgesamt 65. Saison des bedeutendsten Wettbewerbs für europäische Basketball-Vereinsmannschaften, der von 1958 bis 2000 von der FIBA unter verschiedenen Bezeichnungen organisiert wurde.

## Modus
Es nehmen 18 Mannschaften am Wettbewerb teil. Diese treten in einer Gruppe je zweimal gegeneinander an, sodass jede Mannschaft 34 Spiele absolviert.
Die acht bestplatzierten Mannschaften qualifizieren sich für die K.O.-Runde, welche als Play-off im „Best-of-Five“-Modus ausgespielt wird. Die vier sich durchsetzenden Mannschaften bestreiten das Final Four.

## Mannschaften

### Veränderungen zur Vorsaison
- Valencia Basket Club und BK Chimki erhielten keine neue Wildcard und mussten die EuroLeague verlassen.
- Neu dafür ins Teilnehmerfeld stießen der EuroCup-Sieger des Vorjahres AS Monaco sowie der EuroCup-Finalist UNICS Kasan.
- Der FC Bayern München und ASVEL Lyon bekamen zur Saison 2021/22 eine A-Lizenz ausgestellt, womit sie dauerhaftes Teilnahmerecht an der EuroLeague haben.[1]

### Ausschluss russischer Mannschaften
Als Reaktion auf den Überfall Russlands auf die Ukraine Ende Februar 2022 schloss die EuroLeague am 28. Februar 2022 die drei russischen Mannschaften ZSKA Moskau, Zenit St. Petersburg und UNICS Kasan aus dem laufenden Spielbetrieb vorläufig aus. Sollte sich die Situation nicht kurzfristig ändern, so heißt es in einer Mitteilung der EuroLeague, würden alle Spiele der drei betreffenden Klubs nachträglich annulliert werden.

### Teilnehmerfeld
| Verein                  | Nationale Liga            | Halle                                     | Lizenz |
| ----------------------- | ------------------------- | ----------------------------------------- | ------ |
| Real Madrid             | Liga ACB                  | WiZink Center                             | A      |
| FC Barcelona            | Liga ACB                  | Palau Blaugrana                           | A      |
| Bitci Baskonia          | Liga ACB                  | Fernando Buesa Arena                      | A      |
| PBK ZSKA Moskau         | VTB United League         | Megasport-Arena                           | A      |
| UNICS Kasan             | VTB United League         | Basketballhalle Kasan                     | EC     |
| BK Zenit St. Petersburg | VTB United League         | Sibur Arena                               | WC     |
| FC Bayern München       | Basketball-Bundesliga     | Audi Dome                                 | A      |
| Alba Berlin             | Basketball-Bundesliga     | Mercedes-Benz-Arena                       | WC     |
| Panathinaikos OPAP      | Stoiximan Basket League   | OAKA Olympic Indoor Hall                  | A      |
| Olympiakos Piräus       | Stoiximan Basket League   | Stadion des Friedens und der Freundschaft | A      |
| Fenerbahçe              | Süper Ligi                | Ülker Sports Arena                        | A      |
| Anadolu Efes SK         | Süper Ligi                | Sinan Erdem Dome                          | A      |
| ASVEL Lyon              | Ligue Nationale de Basket | Astroballe                                | A      |
| AS Monaco               | Ligue Nationale de Basket | Salle Gaston Médecin                      | EC     |
| Maccabi Tel Aviv        | Ligat ha’Al               | Menora Mivtachim Arena                    | A      |
| AX Armani Olimpia       | Lega Basket Serie A       | Mediolanum Forum                          | A      |
| Žalgiris Kaunas         | Lietuvos krepšinio lyga   | Žalgirio Arena                            | A      |
| KK Roter Stern Belgrad  | ABA-Liga                  | Štark-Arena                               | WC     |

- Vereine mit einer A-Lizenz haben dauerhaftes Teilnahmerecht in der EuroLeague, unabhängig vom Abschneiden in der EuroLeague oder der nationalen Liga.
- AS Monaco und UNICS Kasan qualifizierten sich durch ihre Finalteilnahmen im EuroCup 2020/21.
- Die übrigen Vereine nehmen durch eine Wildcard teil, die zu keiner dauerhaften Teilnahme berechtigt.

## Hauptrunde
Die Hauptrunde wurde zwischen dem 30. September 2021 und dem 13. April 2022 ausgespielt. Für die Gruppenplatzierungen waren bei Mannschaften mit gleicher Anzahl von Siegen nicht das gesamte Korbpunktverhältnis, sondern nur das addierte Ergebnis im direkten Vergleich der Mannschaften untereinander entscheidend.

### Tabelle
Die EuroLeague entschied russische Mannschaften vom Spielbetrieb auszuschließen sowie die Annullierung aller bisher ausgetragenen Spiele mit russischer Beteiligung.
| Team                       | Sp | S  | N  | P+   | P-   |
| -------------------------- | -- | -- | -- | ---- | ---- |
| 01. FC Barcelona           | 28 | 21 | 7  | 2275 | 2101 |
| 02. Olympiakos Piräus      | 28 | 19 | 9  | 2222 | 2045 |
| 03. AX Armani Olimpia      | 28 | 19 | 9  | 2069 | 1992 |
| 04. Real Madrid            | 28 | 18 | 10 | 2181 | 2079 |
| 05. Maccabi Tel Aviv       | 28 | 17 | 11 | 2272 | 2209 |
| 06. Anadolu Efes Istanbul  | 28 | 16 | 12 | 2322 | 2221 |
| 07. AS Monaco              | 28 | 15 | 13 | 2311 | 2225 |
| 08. FC Bayern München      | 28 | 14 | 14 | 2123 | 2105 |
| 09. Bitci Baskonia         | 28 | 12 | 16 | 2116 | 2186 |
| 10. Alba Berlin            | 28 | 12 | 16 | 2121 | 2239 |
| 11. KK Roter Stern Belgrad | 28 | 12 | 16 | 2041 | 2089 |
| 12. Fenerbahçe             | 28 | 10 | 18 | 2051 | 2099 |
| 13. Panathinaikos Athen    | 28 | 9  | 19 | 2089 | 2235 |
| 14. ASVEL Lyon             | 28 | 8  | 20 | 2036 | 2239 |
| 15. Žalgiris Kaunas        | 28 | 8  | 20 | 2084 | 2249 |

## Finalrunde

### Viertelfinale
Im Modus „Best-of-Five“ traten die verbliebenen acht Teams in bis zu fünf Mannschaftsbegegnungen gegeneinander an. Der Erste der Hauptrunde traf auf den Achten, der Zweite auf den Siebten, der Dritte auf den Sechsten und der Vierte auf den Hauptrundefünften.
Die vier Mannschaften, welche diese Duelle für sich entschieden hatten, erreichten das Final-Four-Turnier.
Die Viertelfinalspiele fanden vom 19. April bis 4. Mai 2022 statt.
| Paarung           | Paarung | Paarung               | 1. Spiel | 2. Spiel | 3. Spiel | 4. Spiel | 5. Spiel |
| FC Barcelona      | −       | FC Bayern München     | 77:67    | 75:90    | 75:66    | 52:59    | 81:72    |
| Olympiakos Piräus | −       | AS Monaco             | 71:54    | 72:96    | 87:83    | 77:78    | 94:88    |
| AX Armani Olimpia | −       | Anadolu Efes Istanbul | 48:64    | 73:66    | 65:77    | 70:75    |          |
| Real Madrid       | −       | Maccabi Tel Aviv      | 84:74    | 95:66    | 87:76    |          |          |

### Final Four

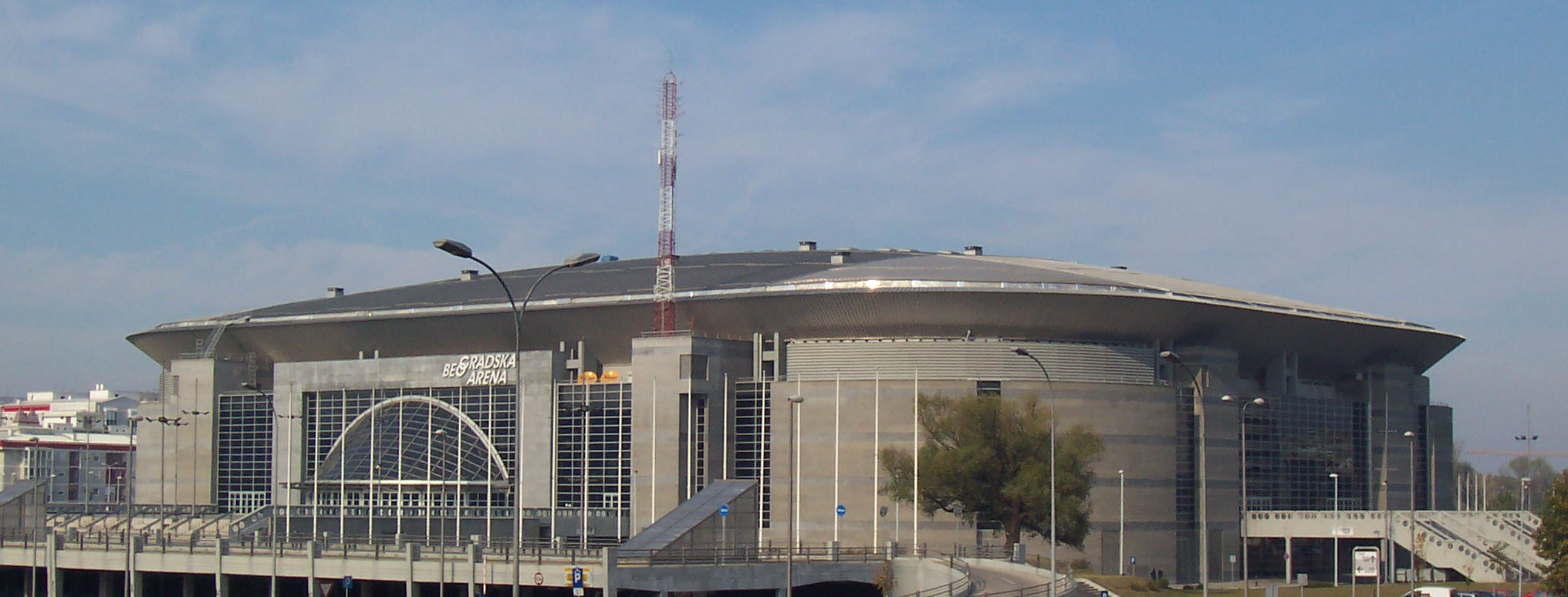
Štark-Arena

In einem Turnier werden je zwei Mannschaften in Halbfinals gegeneinander antreten. Die Sieger qualifizieren sich für das Finale, aus dem der Sieger der EuroLeague hervorgeht. Geplant war das Final Four vom 27. bis 29. Mai 2022 in der Mercedes-Benz Arena in Berlin, Deutschland.
Am 4. März 2022 verlegte die EuroLeague Basketball das Final Four in die serbische Hauptstadt Belgrad in die dortige Štark-Arena. Der Grund seien die nach Ansicht der EuroLeague „strikten COVID-19-Beschränkungen in Deutschland“.
Das Endturnier wurde zudem auf den 19. bis 21. Mai 2022 vorverlegt, womit die Spiele entgegen der bisherigen Regelung donnerstags und samstags ausgetragen werden.

#### Halbfinale
Die Halbfinalspiele finden am 19. Mai 2022 statt.
| Paarung           | Paarung | Paarung               | Ergebnis |
| FC Barcelona      | −       | Real Madrid           | 83:86    |
| Olympiakos Piräus | −       | Anadolu Efes Istanbul | 74:77    |

#### Spiel um Platz 3
Das Spiel um Platz 3 findet am 21. Mai 2022 statt.
| Paarung      | Paarung | Paarung           | Ergebnis |
| FC Barcelona | −       | Olympiakos Piräus | 84:74    |

#### Finale
Das Finale findet am 21. Mai 2022 statt.
| Paarung               | Real Madrid – Anadolu Efes Istanbul |
| Ergebnis              | 57 : 58 |
| Datum                 | 21. Mai 2022 |
| Stadion               | Štark-Arena, Belgrad |
| Zuschauer             | 15.000 |
| Schiedsrichter        | Luigi Lamonica, Borys Ryzhyk, Gytis Vilius |
| Real Madrid           | Alberto Abalde 2 Punkte, Ádám Hanga 5, Gabriel Deck 5, Guerschon Yabusele 3, Edy Tavares 14, Fabien Causeur 3, Rudy Fernández 2, Sergio Llull 9, Vincent Poirier 5, Anthony Randolph 6, Jeffery Taylor 3 Trainer: Pablo Laso |
| Anadolu Efes Istanbul | Shane Larkin 10, Vasilije Micić 23, James Anderson, Adrien Moerman, Tibor Pleiß 19, Rodrigue Beaubois, Elijah Bryant, Bryant Dunston 2, Chris Singleton 4 Trainer: Ergin Ataman                                              |

## Auszeichnungen

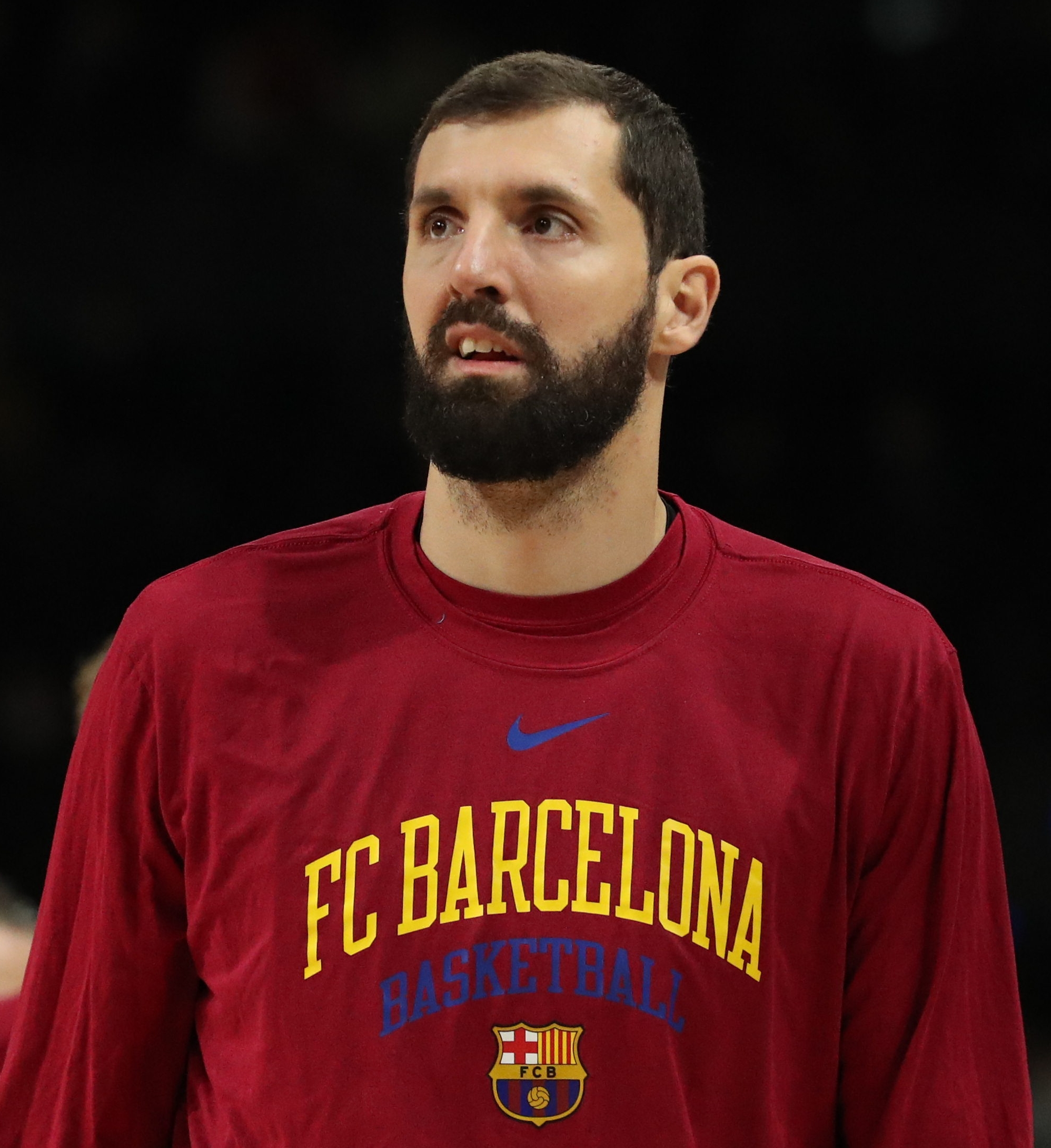
Regular Season MVP: Nikola Mirotić

### MVP der Euroleague Saison
- Nikola Mirotić (FC Barcelona)

### Final Four MVP
- Vasilije Micić (Anadolu Efes SK)

### All Euroleague First Team
- Mike James (AS Monaco)
- Nikola Mirotić (FC Barcelona)
- Shane Larkin (Anadolu Efes SK)
- Walter Tavares (Real Madrid)
- Aleksandar Vezenkov (Olympiakos Piräus)

### All Euroleague Second Team
- Vladimir Lučić (FC Bayern München)
- Vasilije Micić (Anadolu Efes SK)
- Shavon Shields (AX Armani Olimpia)
- Kostas Sloukas (Olympiakos Piräus)
- Georgios Papagiannis (Panathinaikos Athen)

### Bester Verteidiger
- Kyle Hines (AX Armani Olimpia)

### Rising Star Trophy
- Rokas Jokubaitis (FC Barcelona)

### Alphonso Ford Top Scorer Trophy
- Vasilije Micić (Anadolu Efes SK)

### Trainer des Jahres (Alexander Gomelski Trophy)
- Georgios Bartzokas (Olympiakos Piräus)

### MVP des Monats
- Oktober:  Nikola Mirotić (FC Barcelona)
- November:  Walter Tavares (Real Madrid)
- Dezember:  Nikola Mirotić (FC Barcelona)
- Januar:  Guerschon Yabusele (Real Madrid)
- Februar:  Aleksandar Vezenkov (Olympiakos Piräus)
- März:  Mike James (AS Monaco)
- April:  Shane Larkin (Anadolu Efes SK)